# Jüdischer Friedhof Thalfang
Der jüdische Friedhof Thalfang ist ein Friedhof in der Ortsgemeinde Thalfang im Landkreis Bernkastel-Wittlich in Rheinland-Pfalz. Er steht als Kulturdenkmal unter Denkmalschutz.
Der jüdische Friedhof liegt am östlichen Ortsrand an der Koblenzer Straße / B 327.
Auf dem von einer Hecke umgebenen etwa 600 m² großen Friedhof sind acht Grabsteine erhalten. Der Friedhof wurde im Jahr 1730 angelegt und bis zum Jahr 1940 belegt. Im Jahr 1938 wurde der Friedhof teilweise zerstört. Ein Gedenkstein von 1991 trägt die Inschrift: „Den jüdischen Mitbürgern zum Gedenken, uns Lebenden zur Mahnung. Die Gemeinde Thalfang“.